# Leslie Mandoki
Leslie Mándoki, vero nome László Mándoki (Budapest, 7 gennaio 1953), è un cantante e batterista ungherese naturalizzato tedesco noto come fondatore dei Mandoki Soulmates.
Ha raggiunto il successo come membro dei Dschinghis Khan e in seguito come solista.
Durante gli studi di percussioni al Conservatorio di Budapest, Mándoki era a capo del gruppo jazz-rock JAM, con influenze dai Cream e Jethro Tull.
Nel luglio del 1975 Mándoki, assieme a Gábor Csupó (creatore dei Rugrats) e altri, fuggì dall'Ungheria a piedi attraverso il tunnel di Karawanken in Austria e in seguito verso Monaco di Baviera (nell'allora Germania Ovest) per evitare le persecuzioni del governo comunista contro l'opposizione studentesca.